# José Gayà
José Luis Gayà Peña (Pedreguer, 1995. május 25. –) spanyol válogatott labdarúgó, hátvéd. A La Ligában szereplő Valencia CF játékosa.

## Pályafutása

### Valencia
2012. szeptember 15-én a 2012/13-as bajnokság 4. fordulójában nevezték első alkalommal a csapatba a Celta Vigo ellen, majd október 2-án a Bajnokok Ligájában a Lille ellen.
Október 30-án 17 évesen és 158 naposan mutatkozott be egy 2–0-s győztes Copa del Rey találkozón a Llagostera vendégeként.
A 2013/14-es szezonban debütált nemzetközi porondon az Európa Liga csoportkörében az orosz Kuban Krasnodar elleni 1–1-s mérkőzésen.
A bajnokságban a 35. fordulóban debütált hazai környezetben az Atlético Madrid elleni elvesztett mérkőzésen.
Az első gólját a 2014/15-ös idényben a Córdoba ellen szerezte.

### A válogatottban

#### Spanyolország
Gayà több korosztályos csapatnak volt tagja, kimagasló teljesítményeihez tartozik: egy harmadik helyezés a 2013-as U19-es Európa-bajnokságon, a 2013-as U20-as világbajnokság, majd ezüstérmesként zárta a 2017-es U21-es Európa-bajnokságot.
2018. szeptember 8-án ott volt az Anglia elleni UEFA Nemzetek Ligája mérkőzés keretében. Három nap múlva debütált kezdőként, hazai környezetben a Horvátország elleni 6–0-s Nemzetek Ligája mérkőzésen. 
2019. június 7-én 5. mérkőzésén szerezte első gólját a Feröer-szigetek vendégeként, a mérkőzés utolsó góljánál volt eredményes a 71. percben.
2022. november 11-én Luis Enrique nevezte a csapat 26-fős keretébe a 2022-es katari világbajnokságra.
November 17-én bokasérülést szenvedett a Jordánia elleni felkészülési mérkőzést megelőző edzésen, így lemaradt a 2022-es világbajnokságról.

## Statisztika
2025. május 18-i állapot szerint.
| Klub             | Szezon           | Bajnokság | Bajnokság | Kupa    | Kupa  | Nemzetközi | Nemzetközi | Egyéb   | Egyéb | Összesen | Összesen |
| Klub             | Szezon           | Meccsek   | Gólok     | Meccsek | Gólok | Meccsek    | Gólok      | Meccsek | Gólok | Meccsek  | Gólok    |
| ---------------- | ---------------- | --------- | --------- | ------- | ----- | ---------- | ---------- | ------- | ----- | -------- | -------- |
| Valencia         | 2012–13          | 0         | 0         | 1       | 0     | —          | —          | —       | —     | 1        | 0        |
| Valencia         | 2013–14          | 1         | 0         | 0       | 0     | 3          | 0          | —       | —     | 4        | 0        |
| Valencia         | 2014–15          | 35        | 1         | 2       | 1     | —          | —          | —       | —     | 37       | 2        |
| Valencia         | 2015–16          | 20        | 0         | 5       | 1     | 11         | 0          | —       | —     | 36       | 1        |
| Valencia         | 2016–17          | 27        | 1         | 1       | 0     | —          | —          | —       | —     | 28       | 1        |
| Valencia         | 2017–18          | 34        | 0         | 4       | 0     | —          | —          | —       | —     | 38       | 0        |
| Valencia         | 2018–19          | 35        | 1         | 4       | 0     | 9          | 0          | —       | —     | 48       | 1        |
| Valencia         | 2019–20          | 24        | 0         | 1       | 0     | 6          | 0          | 1       | 0     | 32       | 0        |
| Valencia         | 2020–21          | 33        | 1         | 1       | 0     | —          | —          | —       | —     | 34       | 1        |
| Valencia         | 2021–22          | 24        | 2         | 7       | 0     | —          | —          | —       | —     | 31       | 2        |
| Valencia         | 2022–23          | 31        | 1         | 2       | 0     | —          | —          | 1       | 0     | 34       | 1        |
| Valencia         | 2023–24          | 24        | 1         | 3       | 1     | —          | —          | —       | —     | 27       | 2        |
| Valencia         | 2024–25          | 23        | 0         | 0       | 0     | —          | —          | —       | —     | 23       | 0        |
| Valencia         | Összesen         | 311       | 8         | 34      | 3     | 29         | 0          | 2       | 0     | 376      | 11       |
| Karrier összesen | Karrier összesen | 311       | 8         | 34      | 3     | 29         | 0          | 2       | 0     | 376      | 11       |

## Sikerei, díjai
- Valencia
  - Spanyol kupa: 2018–19